# Oskar von Heydebrand und der Lasa
Oskar Ernst von Heydebrand und der Lasa (* 21. Januar 1815 in Militsch; † 24. April 1888 auf Tschunkawe, Landkreis Militsch) war ein preußischer Rittergutsbesitzer, Verwaltungsbeamter und Parlamentarier.

## Leben
Geboren als Sohn des Husaren-Leutnants Ernst von Heydebrand und der Lasa-Ob. Wilkau und der Henritte von Salisch, Tochter der Gutsbesitzerin Christiane Rosine von Weyrach-Paulwitz und des Kreisdeputierten und Landesältesten Sylvius Friedrich von Salisch. Oskar von Heydebrand und der Lasa besuchte das Oelser Gymnasium. Nach dem Abitur studierte er an den Universitäten Bonn und Berlin Rechts- und Kameralwissenschaften. 1835 wurde er Mitglied des Corps Borussia Bonn. Nach dem Studium wurde er Landrat des Kreises Steinau. Von 1861 bis 1887 war er Landrat des Kreises Militsch. Von Heydebrand und der Lasa war Landesältester der Oels-Militschen Landschaft sowie Abgeordneter des Schlesischen Provinziallandtags.
1859–1861 saß Heydebrand als Abgeordneter des Wahlkreises Breslau 6 im Preußischen Abgeordnetenhaus. Er gehörte in der 2. und 3. Session der 5. Legislaturperiode der Fraktion Graf Pückler an.
Oskar von Heydebrand und der Lasa heiratete in Jeschütz, Kreis Trebnitz, 1850 Agathe von Salisch (* 1832; † 1881), Tochter der Auguste von Köckritz und Friedland und der Landesälteste Rudolf von Salisch-Jeschütz. Das Ehepaar hatte mehrere Kinder, u. a. Georg von Heydebrand und der Lasa, den Politiker Ernst von Heydebrand und der Lasa, und Enkelkinder, u. a. Caroline von Heydebrand.
Er starb als Rittergutsbesitzer auf Klein Tschunkawe, dem Stammsitz der Familie.

## Ehrungen
- Charakter als Geheimer Regierungsrat[2]